# کرالیکی (ناحیه هرادتس کرالووه)
کرالیکی (به چکی: Králíky) یک منطقهٔ مسکونی در جمهوری چک است که در ناحیه هرادتس کرالووه واقع شده‌است. کرالیکی ۴۰۴ نفر جمعیت دارد.